# Jarno Trulli
Jarno Trulli (Pescara, 13 de julho de 1974), é um piloto de automobilismo italiano. Além do sucesso na F1, em 1997, sagrou-se campeão mundial de kart.

## Carreira na F1

### 1997-1999: Minardi e Prost

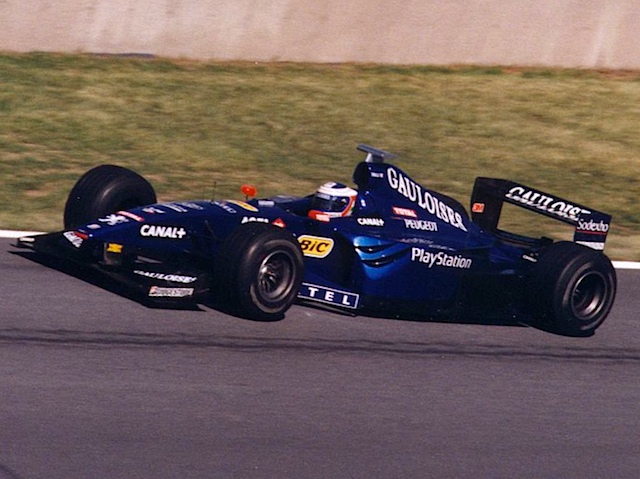
Jarno Trulli pilotando pela Prost em 1999.

Trulli estreou pela ex-equipe Minardi em 1997, onde correu até a sétima prova da temporada, quando foi contratado pela Prost para substituir o francês Olivier Panis que havia se lesionado. Conquistou um quarto lugar no GP da Alemanha. Depois desse bom desempenho, Trulli virou piloto titular da equipe na temporada seguinte, substituindo o japonês Shinji Nakano. Ficou até a temporada de 1999, conseguindo como melhor posição, um segundo lugar no GP da Europa e seu primeiro pódio.

### 2000-2001: Jordan

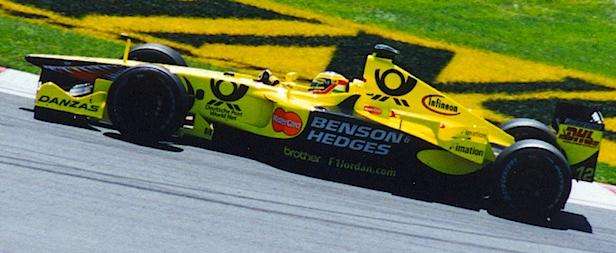
Jarno Trulli pilotando sua Jordan em 2001.

Em 2000, Trulli se transfere para a equipe Jordan, que vinha de um 3° lugar nos construtores em 1999. Porém a temporada da equipe foi frustrante e Trulli conquista apenas 6 pontos e como melhor resultado um 4° lugar. Em 2001 os resultados foram melhores, mas nem por isso foi uma temporada boa. Trulli fez 12 pontos e para 2002 é contratado pela Renault.

### 2002-2004: Renault

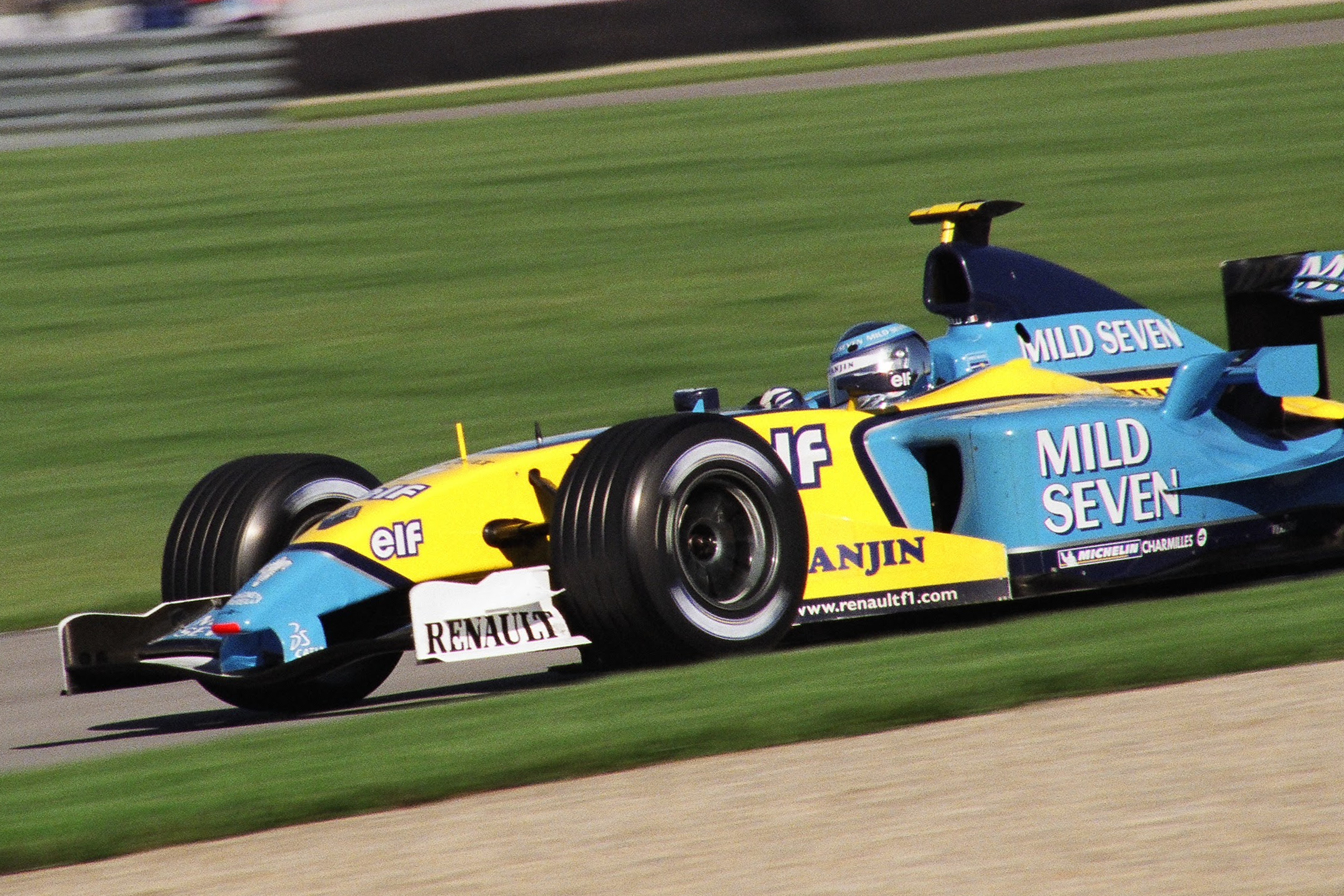
Jarno Trulli pilotando a Renault em 2003.

Para 2002, Trulli é contratado pela equipe Renault, para a reestreia da equipe na categoria. No primeiro ano de equipe, faz 9 pontos e tendo como companheiro Jenson Button. Em 2003, Fernando Alonso chega para ser seu companheiro de equipe, Trulli consegue 33 pontos e um pódio, mas é Alonso quem conquista a primeira vitória da equipe após seu retorno e faz 55 pontos. Então em 2004, Trulli consquista 2 poles e uma vitória, no GP de Monte Carlo de 2004. Mas um desentendimento com Flavio Briatore fez com que ele saísse antes do GP da China de 2004, e terminando o ano com 46 pontos pela equipe

### 2004-2009: Toyota

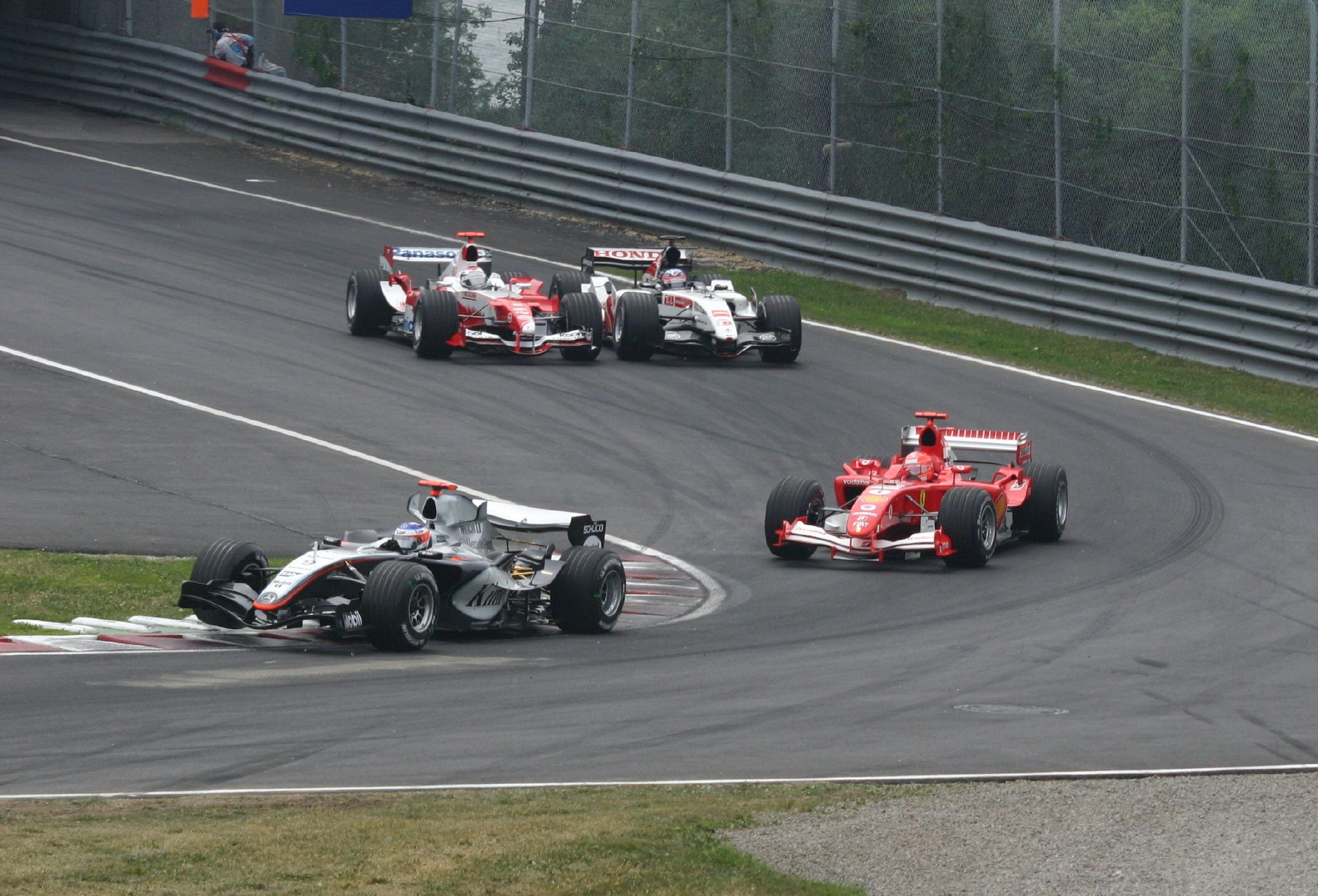
Jarno Trulli (esquerda) e Takuma Sato (direita) brigando por posição no GP do Canadá de 2005.

Trulli já estreia na nova equipe logo após sua saída da Renault, não disputando apenas o GP da China, e corre o GP do Japão e do Brasil de 2004 não conseguindo pontuar. Em 2005 a equipe Toyota constrói um carro competitivo, e ele faz 43 pontos, dois pódios (GP da Malásia e no GP do Barém) e a primeira pole da equipe na F1. Mas nos anos seguintes os carros deixaram a desejar e Trulli faz 15 pontos em 2006, tendo como melhor resultado um quarto lugar, e 8 pontos em 2007 e como melhor posição um sexto lugar. Para 2008 foi confirmado para disputar sua quarta temporada pela equipe, junto com Timo Glock. O Melhor resultado da época de 2008 aconteceu em Magny-Cours, na França, em que ficou no 3º lugar.

### 2010-2011: Lotus

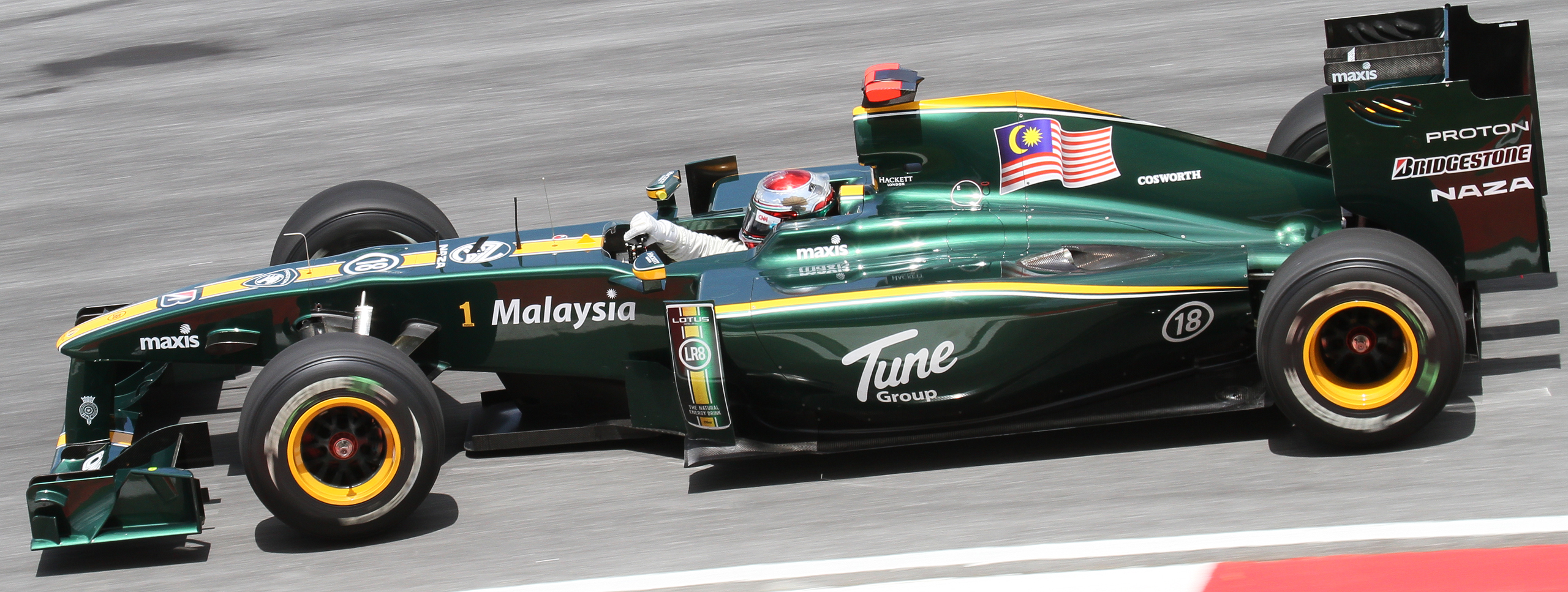
Jarno Trulli pilotando sua Lotus no GP da Malásia de 2010.

Em 14 de dezembro de 2009 a Lotus anunciou o italiano Jarno Trulli e o finlandês Heikki Kovalainen como dupla de pilotos para 2010.
Em Fevereiro de 2012 - após a equipe Lotus mudar de nome para Caterham - Trulli chegou a pilotar o novo modelo da equipe, o CT01, durante os treinos de pré-temporada em Jerez de la Frontera. O piloto italiano, no entanto, perdeu sua vaga na equipe para o piloto russo Vitaly Petrov.

## Vida pessoal
Trulli é casado com Barbara e eles têm dois filhos, Enzo Trulli (n. 2005), em homenagem ao pai de Trulli, e Marco (n. 2006), e uma filha Veronica (n. 2014).
O ex-piloto é coproprietário de um vinhedo na região de Abruzzo, na Itália, e produz seu próprio vinho. Ele também tem sua própria gama de Karts chamada 'Trulli Kart'; o próprio Trulli foi Campeão do Mundo de Kart.

## Registros na carreira

### Sumário da carreira
| Temporada | Categoria                            | Equipe                         | Corridas                         | Vitórias                         | Poles                            | V.M.R.                           | Pódios                           | Pontos                           | Classificação                    |                                  |
| --------- | ------------------------------------ | ------------------------------ | -------------------------------- | -------------------------------- | -------------------------------- | -------------------------------- | -------------------------------- | -------------------------------- | -------------------------------- | -------------------------------- |
| 1993      | Campeonato Italiano de Fórmula 3     | MC Motorsport                  | 6                                | 0                                | 0                                | 0                                | 0                                | 0                                | NC                               |                                  |
| 1994      | Campeonato Britânico de Fórmula 3    | RC Motorsport                  | 1                                | 0                                | 0                                | 0                                | 0                                | 0                                | NC                               |                                  |
| 1995      | Campeonato Alemão de Fórmula 3       | KMS                            | 12                               | 2                                | 1                                | 1                                | 3                                | 95                               | 4.º                              |                                  |
| 1995      | Grande Prémio de Macau               | KMS                            | 1                                | 0                                | 0                                | 0                                | 1                                | N/A                              | 2.º                              |                                  |
| 1996      | Campeonato Alemão de Fórmula 3       | Opel Team KMS Benetton Formula | 15                               | 6                                | 7                                | 1                                | 10                               | 206                              | 1.º                              |                                  |
| 1996      | Grande Prémio de Macau               | Opel Team KMS Benetton Formula | 1                                | 0                                | 0                                | 0                                | 1                                | N/A                              | 3.º                              |                                  |
| 1996      | Grande Prêmio de Mônaco de Fórmula 3 | Opel Team KMS Benetton Formula | 1                                | 0                                | 1                                | 0                                | 0                                | N/A                              | 18.º                             |                                  |
| 1996      | Masters of Formula 3                 | Opel Team KMS Benetton Formula | 1                                | 0                                | 0                                | 0                                | 0                                | N/A                              | 18.º                             |                                  |
| 1997      | Fórmula 1                            | Minardi Team                   | 7                                | 0                                | 0                                | 0                                | 0                                | 0                                | 15.º                             |                                  |
| 1997      | Fórmula 1                            | Prost Gauloises Blondes        | 7                                | 0                                | 0                                | 0                                | 0                                | 3                                | 15.º                             |                                  |
| 1998      | Fórmula 1                            | Gauloises Prost Peugeot        | 16                               | 0                                | 0                                | 0                                | 0                                | 1                                | 15.º                             |                                  |
| 1999      | Fórmula 1                            | Gauloises Prost Peugeot        | 16                               | 0                                | 0                                | 0                                | 1                                | 7                                | 11.º                             |                                  |
| 2000      | Fórmula 1                            | Benson & Hedges Jordan         | 17                               | 0                                | 0                                | 0                                | 0                                | 6                                | 10.º                             |                                  |
| 2001      | Fórmula 1                            | Benson & Hedges Jordan Honda   | 17                               | 0                                | 0                                | 0                                | 0                                | 12                               | 9.º                              |                                  |
| 2002      | Fórmula 1                            | Mild Seven Renault F1 Team     | 17                               | 0                                | 0                                | 0                                | 0                                | 9                                | 8.º                              |                                  |
| 2003      | Fórmula 1                            | Mild Seven Renault F1 Team     | 16                               | 0                                | 0                                | 0                                | 1                                | 33                               | 8.º                              |                                  |
| 2004      | Fórmula 1                            | Mild Seven Renault F1 Team     | 15                               | 1                                | 2                                | 0                                | 2                                | 46                               | 6.º                              |                                  |
| 2004      | Fórmula 1                            | Panasonic Toyota Racing        | 2                                | 0                                | 0                                | 0                                | 0                                | 0                                | 6.º                              |                                  |
| 2005      | Fórmula 1                            | Panasonic Toyota Racing        | 19                               | 0                                | 1                                | 0                                | 3                                | 43                               | 7.º                              |                                  |
| 2006      | Fórmula 1                            | Panasonic Toyota Racing        | 18                               | 0                                | 0                                | 0                                | 0                                | 15                               | 12.º                             |                                  |
| 2007      | Fórmula 1                            | Panasonic Toyota Racing        | 17                               | 0                                | 0                                | 0                                | 0                                | 8                                | 13.º                             |                                  |
| 2008      | Fórmula 1                            | Panasonic Toyota Racing        | 18                               | 0                                | 0                                | 0                                | 1                                | 31                               | 9.º                              |                                  |
| 2009      | Fórmula 1                            | Panasonic Toyota Racing        | 17                               | 0                                | 1                                | 1                                | 3                                | 32.5                             | 8.º                              |                                  |
| 2010      | Fórmula 1                            | Lotus Racing                   | 19                               | 0                                | 0                                | 0                                | 0                                | 0                                | 21.º                             |                                  |
| 2011      | Fórmula 1                            | Team Lotus                     | 18                               | 0                                | 0                                | 0                                | 0                                | 0                                | 21.º                             |                                  |
| 2012      | Fórmula 1                            | Caterham F1 Team               | Piloto de teste de pré-temporada | Piloto de teste de pré-temporada | Piloto de teste de pré-temporada | Piloto de teste de pré-temporada | Piloto de teste de pré-temporada | Piloto de teste de pré-temporada | Piloto de teste de pré-temporada | Piloto de teste de pré-temporada |
| 2014–15   | Formula E                            | Trulli GP                      | 11                               | 0                                | 1                                | 0                                | 0                                | 15                               | 20.º                             |                                  |
| 2015–16   | Formula E                            | Trulli GP                      | 1                                | 0                                | 0                                | 0                                | 0                                | 0                                | NC                               |                                  |

### Resultados na Fórmula 1
Legenda: (Corridas em negrito indicam pole position); (Corridas em itálico indicam volta mais rápida)
| Temporada | Equipe                       | Chassis                    | Motor                         | 1       | 2       | 3       | 4       | 5       | 6       | 7       | 8       | 9       | 10      | 11      | 12      | 13      | 14      | 15      | 16      | 17      | 18      | 19      | Classificação | Pontos |
| --------- | ---------------------------- | -------------------------- | ----------------------------- | ------- | ------- | ------- | ------- | ------- | ------- | ------- | ------- | ------- | ------- | ------- | ------- | ------- | ------- | ------- | ------- | ------- | ------- | ------- | ------------- | ------ |
| 1997      | Minardi Team                 | Minardi Team M197          | Hart 830 AV7 3.0 V8           | AUS 9   | BRA 12  | ARG 9   | SMR DNS | MON Ret | ESP 15  | CAN Ret |         |         |         |         |         |         |         |         |         |         |         |         | 15º           | 3      |
| 1997      | Prost Gauloises Blondes      | Prost JS45                 | Mugen-Honda MF-301 HB 3.0 V10 |         |         |         |         |         |         |         | FRA 10  | GBR 8   | ALE 4   | HUN 7   | BEL 15  | ITA 10  | AUT Ret | LUX     | JAP     | EUR     |         |         | 15º           | 3      |
| 1998      | Gauloises Prost Peugeot      | Prost AP01                 | Peugeot A16 3.0 V10           | AUS Ret | BRA Ret | ARG 11  | SMR Ret | ESP 9   | MON Ret | CAN Ret | FRA Ret | GBR Ret | AUT 10  | ALE 12  | HUN Ret | BEL 6   | ITA 13  | LUX Ret | JAP 12  |         |         |         | 16º           | 1      |
| 1999      | Gauloises Prost Peugeot      | Prost AP02                 | Peugeot A18 3.0 V10           | AUS Ret | BRA Ret | SMR Ret | MON 7   | ESP 6   | CAN Ret | FRA 7   | GBR 9   | AUT 7   | ALE Ret | HUN 8   | BEL 12  | ITA Ret | EUR 2   | MAL DNS | JAP Ret |         |         |         | 11º           | 7      |
| 2000      | Benson & Hedges Jordan       | Jordan EJ10 Jordan EJ10B   | Mugen-Honda MF-301 HE 3.0 V10 | AUS     | BRA     | SMR     | GBR 6   | ESP 12  | EUR Ret | MON Ret | CAN 6   | FRA 6   | AUT Ret | ALE 9   | HUN 7   | BEL Ret | ITA Ret | EUA Ret | JAP 13  | MAL 12  |         |         | 10º           | 6      |
| 2001      | Benson & Hedges Jordan Honda | Jordan EJ11                | Honda RA001E 3.0 V10          | AUS Ret | MAL 8   | BRA 5   | SMR 5   | ESP 4   | AUT DSQ | MON Ret | CAN 11  | EUR Ret | FRA 5   | GBR Ret | ALE Ret | HUN 17  | BEL Ret | ITA Ret | EUA 4   | JAP 8   |         |         | 9º            | 12     |
| 2002      | Mild Seven Renault F1 Team   | Renault R202               | Renault RS22 3.0 V10          | AUS Ret | MAL Ret | BRA Ret | SMR 9   | ESP 10  | AUT Ret | MON 4   | CAN 6   | EUR 8   | GBR Ret | FRA Ret | ALE Ret | HUN 8   | BEL Ret | ITA 4   | EUA 5   | JAP Ret |         |         | 8º            | 9      |
| 2003      | Mild Seven Renault F1 Team   | Renault R23                | Renault RS23 3.0 V10          | AUS 5   | MAL 5   | BRA 8   | SMR 13  | ESP Ret | AUT 8   | MON 6   | CAN Ret | EUR Ret | FRA Ret | GBR 6   | ALE 3   | HUN 7   | ITA Ret | EUA 4   | JAP 5   |         |         |         | 8º            | 33     |
| 2004      | Mild Seven Renault F1 Team   | Renault R24                | Renault RS24 3.0 V10          | AUS 7   | MAL 5   | BAR 4   | SMR 5   | ESP 3   | MON 1   | EUR 4   | CAN Ret | EUA 4   | FRA 4   | GBR Ret | ALE 11  | HUN Ret | BEL 9   | ITA 10  | CHN NP  |         |         |         | 6º            | 46     |
| 2004      | Panasonic Toyota Racing      | Toyota TF104B              | Toyota RVX-05 3.0 V10         |         |         |         |         |         |         |         |         |         |         |         |         |         |         |         |         | JAP 11  | BRA 12  |         | 6º            | 46     |
| 2005      | Panasonic Toyota Racing      | Toyota TF105 Toyota TF105B | Toyota RVX-05 3.0 V10         | AUS 9   | MAL 2   | BAR 2   | SMR 5   | ESP 3   | MON 10  | EUR 8   | CAN Ret | EUA DNS | FRA 5   | GBR 9   | ALE 14  | HUN 4   | TUR 6   | ITA 5   | BEL Ret | BRA 13  | JAP Ret | CHN 15  | 7º            | 43     |
| 2006      | Panasonic Toyota Racing      | Toyota TF106 Toyota TF106B | Toyota RVX-06 2.4 V8          | BAR 16  | MAL 9   | AUS Ret | SMR Ret | EUR 9   | ESP 10  | MON 17  | GBR 11  | CAN 6   | EUA 4   | FRA Ret | ALE 7   | HUN 12  | TUR 9   | ITA 7   | CHN Ret | JAP 6   | BRA Ret |         | 12º           | 15     |
| 2007      | Panasonic Toyota Racing      | Toyota TF107               | Toyota RVX-07 2.4 V8          | AUS 9   | MAL 7   | BAR 7   | ESP Ret | MON 15  | CAN Ret | EUA 6   | FRA Ret | GBR Ret | EUR 13  | HUN 10  | TUR 16  | ITA 11  | BEL 11  | JAP 13  | CHN 13  | BRA 8   |         |         | 13º           | 8      |
| 2008      | Panasonic Toyota Racing      | Toyota TF108               | Toyota RVX-08 2.4 V8          | AUS Ret | MAL 4   | BAR 6   | ESP 8   | TUR 10  | MON 13  | CAN 6   | FRA 3   | GBR 7   | ALE 9   | HUN 7   | EUR 5   | BEL 16  | ITA 13  | SIN Ret | JAP 5   | CHN Ret | BRA 8   |         | 9º            | 31     |
| 2009      | Panasonic Toyota Racing      | Toyota TF109               | Toyota RVX-09 2.4 V8          | AUS 3   | MAL 4‡  | CHN Ret | BAR 3   | ESP Ret | MON 13  | TUR 4   | GBR 7   | ALE 17  | HUN 8   | EUR 13  | BEL Ret | ITA 14  | SIN 12  | JAP 2   | BRA Ret | ABU 7   |         |         | 8º            | 32,5   |
| 2010      | Lotus Racing                 | Lotus Racing T127          | Cosworth CA2010 2.4 V8        | BAR 17  | AUS DNS | MAL 17  | CHN Ret | ESP 17  | MON 15  | TUR Ret | CAN Ret | EUR 21  | GBR 16  | ALE Ret | HUN 15  | BEL 19  | ITA Ret | SIN Ret | JAP 13  | COR Ret | BRA 19  | ABU Ret | 21°           | 0      |
| 2011      | Team Lotus Petronas          | Lotus T128                 | Renault RS27 2.4 V8           | AUS 13  | MAL Ret | CHN 19  | TUR 18  | ESP 18  | MON 13  | CAN 16  | EUR 20  | GBR Ret | ALE NP  | HUN Ret | BEL 14  | ITA 14  | SIN Ret | JAP 19  | COR 17  | IND 19  | ABU 18  | BRA 18  | 21º           | 0      |

‡ Em corridas que não completaram 75% das voltas a pontuação é reduzida pela metade.